# Zauberkunst

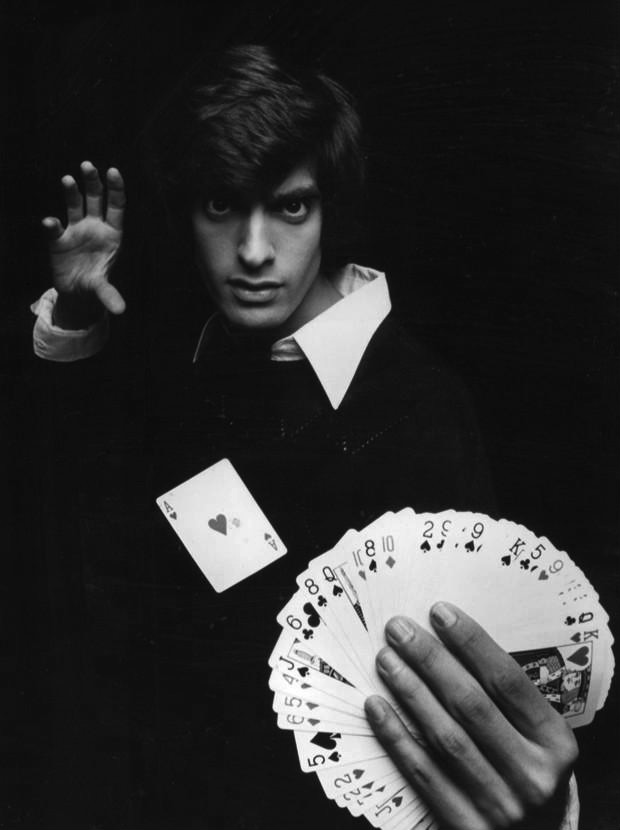
Zauberkünstler David Copperfield

Die Zauberkunst (auch Zaubern und Zauberei) beschreibt eine Form der darstellenden Kunst, die es versteht, durch künstlerische Kommunikation (verbal und non-verbal) und unter Verwendung verschiedener Techniken und Methoden bei den Betrachtern Illusionen und Emotionen auszulösen und scheinbar Unmögliches, das den Naturgesetzen widerspricht, möglich zu machen. Dabei ist die Vorführung an keine spezielle Räumlichkeit oder Situation gebunden. Je bereitwilliger der Betrachter ist, sich verzaubern zu lassen, desto größer kann die Illusion in seiner Vorstellung entstehen.

## Allgemeines
Um eine Illusion zu erreichen, gelangt eine Vielzahl unterschiedlicher Techniken zur Anwendung: Psychologie, Ausnutzung von Wahrnehmungslücken, Ablenkung, Kunstgriffe und Geschicklichkeit, optische Täuschungen, trickreiche Apparaturen und präparierte Requisiten, spezielle Bühnenvorrichtungen, Ausnutzung naturwissenschaftlicher Zusammenhänge und mathematischer Gesetze.
Zauberkunst dient zur Unterhaltung eines Publikums. Im Allgemeinen wissen Zuschauer, dass die gezeigten Effekte durch Anwendungen verschiedener Techniken erreicht werden. Das Publikum setzt sich entweder gerne dem Reiz aus, sich vom Zauberkünstler verzaubern zu lassen, oder es hat Freude daran, über die Methoden zu rätseln. Der Reiz einer Darbietung liegt neben der Faszination über eine Illusion vor allem in der Inszenierung und deren Unterhaltungswert.

## Geschichte

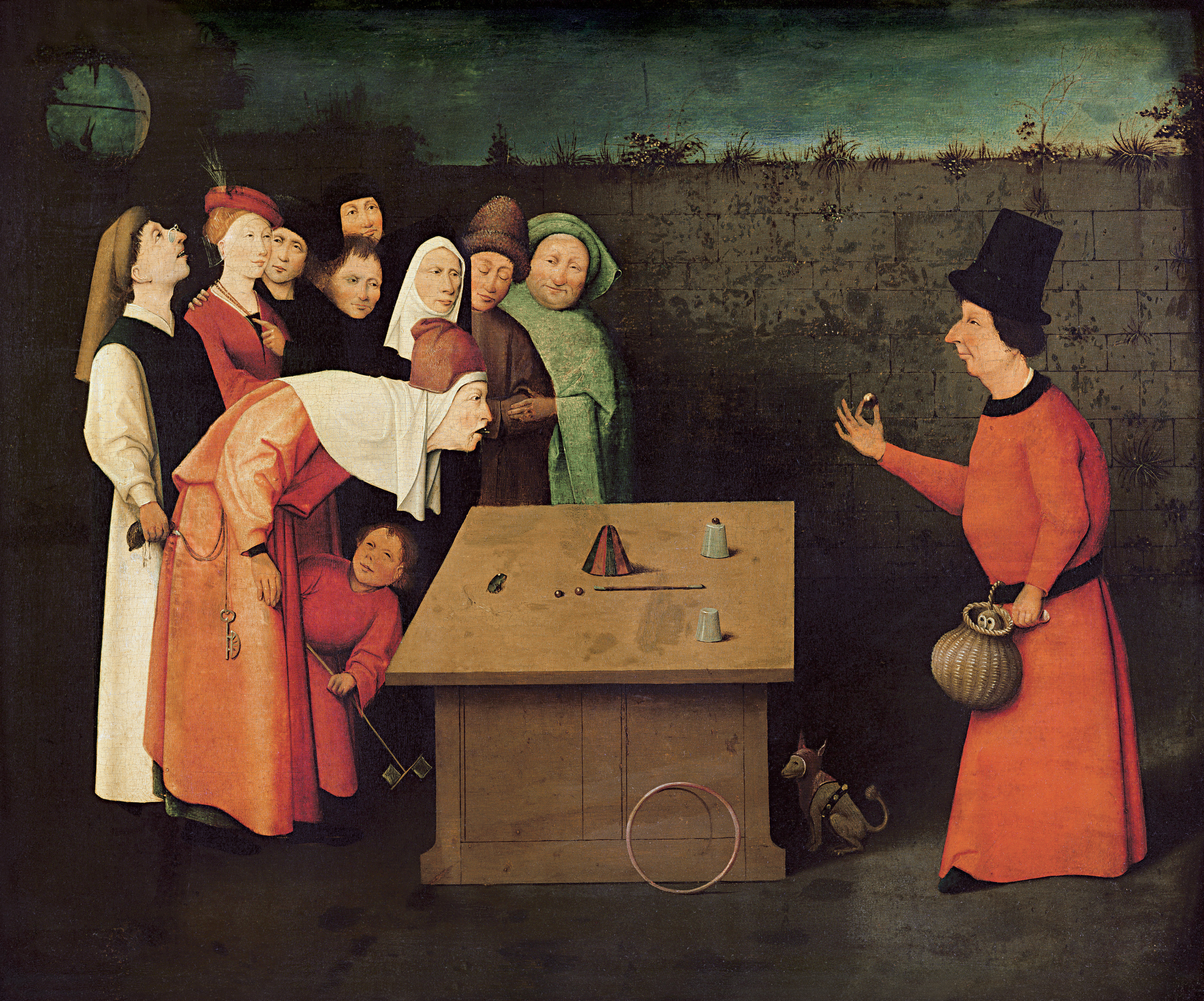
Hieronymus Bosch: Der Gaukler, 1475–1480

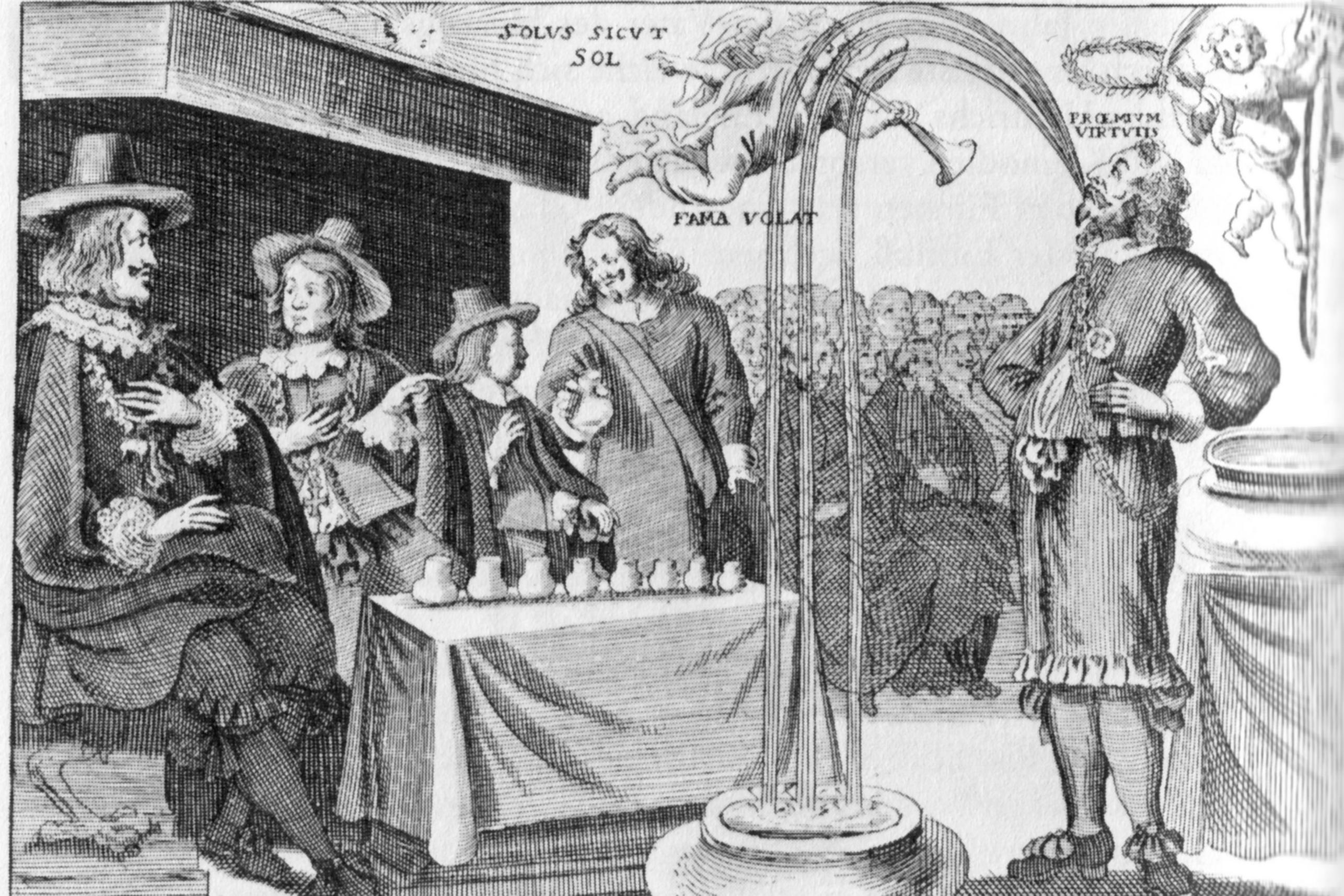
Darstellung eines Illusionisten, 17. Jahrhundert

Von Zauberkunst als Unterhaltungsform und nicht im Sinn von Hexerei oder Magie spricht man erst seit dem 18. Jahrhundert. Die Kunst des Taschenspiels, benannt nach der Gauklertasche zur Aufbewahrung der Requisiten, wurde bereits auf hellenistischen Marktplätzen beobachtet.
Erste Beschreibungen von Zauberkunststücken findet man in der französischen Publikation von I. Prevost: La Premiere partie des svbtiles et plaisantes inventions, Lyon, 1584. Im Gegensatz zu dem im selben Jahr erschienenen Werk von Reginald Scot, The Discoverie of Witchcraft, der Zauberkunststücke als Aufklärung von vermeintlichen Hexenküsten beschrieb, gilt das Buch von Prevost als bewusstes Anleitungsbuch für Zauberkunststücke.
Mit der Veröffentlichung erster Zauberbücher im 17. Jahrhundert, die Zauberkunststücke zum Nachvollziehen beschreiben, hat sich die Zauberkunst als darstellende Kunst entwickelt. Ein erstes Anleitungsbuch für Taschenspielertricks mit dem Titel Hocus Pocus Iunior. The Anatomie of Legerdemain erschien 1634 in London.
Traten die ersten Zauberkünstler (Taschenspieler) noch auf Straßen und Märkten auf, eroberten sie im Laufe der Zeit geschlossene Räumlichkeiten (Gaststätten, private Salons) und schließlich auch Theaterbühnen. Neben den Auftritten in Varietés, Vaudevilles und auf anderen Bühnen entdeckten Zauberkünstler auch den Zirkus als Auftrittsmöglichkeit. Neben den Auftritten als Teil gemischter Programme sind Zauberkünstler auch immer wieder mit eigenen Tourneen durch die Welt gezogen oder hatten eigene Shows. Mit dem Aufkommen des Fernsehens sind Zauberkünstler auch immer wieder in Fernsehsendungen zu sehen oder haben ihre eigenen Fernseh-Specials.

## Sparten und Arten
Im Lauf der Zeit haben sich abhängig von der stilistischen Ausrichtung, der Art und Größe der Requisiten sowie den verschiedenen Auftrittsorten verschiedene Sparten der Zauberkunst herausgebildet. Manche Zauberkünstler haben sich auf einzelne dieser Sparten spezialisiert, es gibt jedoch auch Zauberkünstler, die in mehreren dieser Sparten tätig sind oder diese auch kombinieren.

### Taschenspieler
Die historischen Taschenspieler waren fliegende Händler, welche Kunststücke zum Anlocken von Publikum benutzten, um anschließend Waren feilzubieten. Sie traten meist auf Marktplätzen und in Wirtshäusern auf, oft hinter einem Tisch stehend. Das Repertoire der Taschenspieler beschränkte sich meist auf das Becherspiel, bei dem zu Unterhaltungszwecken Bälle oder Muskatnüsse unter den Bechern wandern. Vom Verschwindenlassen einer Muskatnuss (franz. escamot) stammen der französische „Eskamoteur“ und das deutsche Lehnwort „eskamotieren“ (wegmanipulieren).

### Straßenzauberei

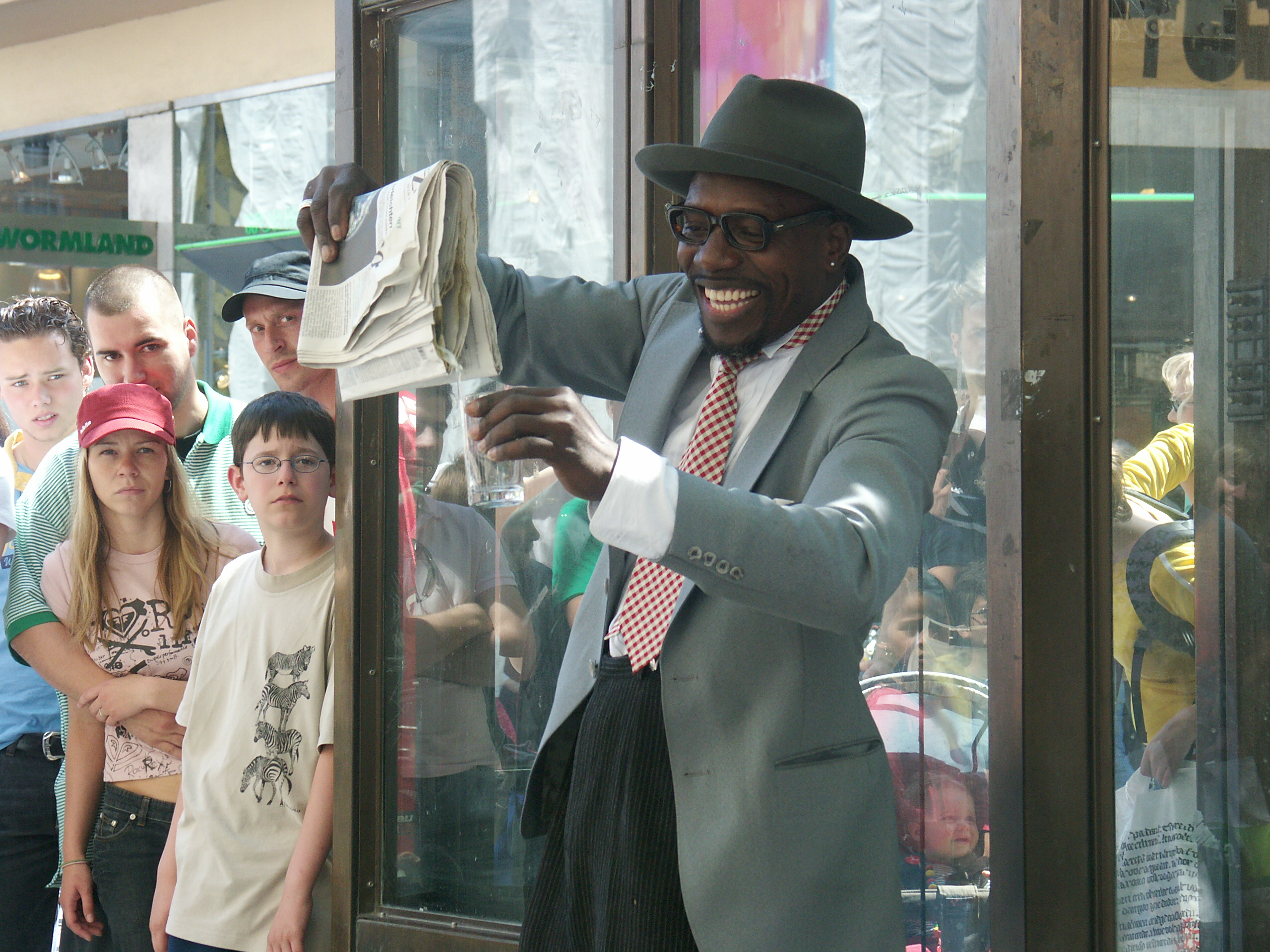
Ein Straßenzauberer zeigt seine Kunststücke vor zufällig anwesenden Passanten

Die zu den Straßenkünstlern gehörigen Straßenzauberer können als Nachfahren der Taschenspieler angesehen werden, die im öffentlichen Raum und ohne Eintrittsgeld vor zufällig anwesenden Passanten auftreten. Sie müssen in der Lage sein, unter manchmal schwierigen Bedingungen, etwa umringt von Zuschauern, bei widrigem Wetter und vor unberechenbaren Passanten ihr Publikum anzulocken. Meistens spielen sie für eine Spende in den aufgestellten Hut. Da Straßen-Passanten jederzeit weitergehen können, besteht neben dem Anlocken von Zuschauern eine weitere Herausforderung darin, die Zuschauer auch bis zum Ende der Darbietung am Ort des Geschehens zu halten, wozu neben den eigentlichen Zauber-Kunststücken häufig auch eine humorvolle Art der Präsentation und eine starke Einbindung des Publikums dienen.
Wie alle Straßenkünstler treten auch Straßenzauberer vor allem auf belebten Plätzen und in Fußgängerzonen großer Städte auf, wo zahlreiche Passanten erwartet werden können. Ein bekannter fester Ort ist beispielsweise Covent Garden in London, wo es neben den anderen Straßenkünstlern eine Ecke gibt, an der vor allem Straßenzauberer auftreten.

### Tischzauberei (Mikromagie / Close-up)

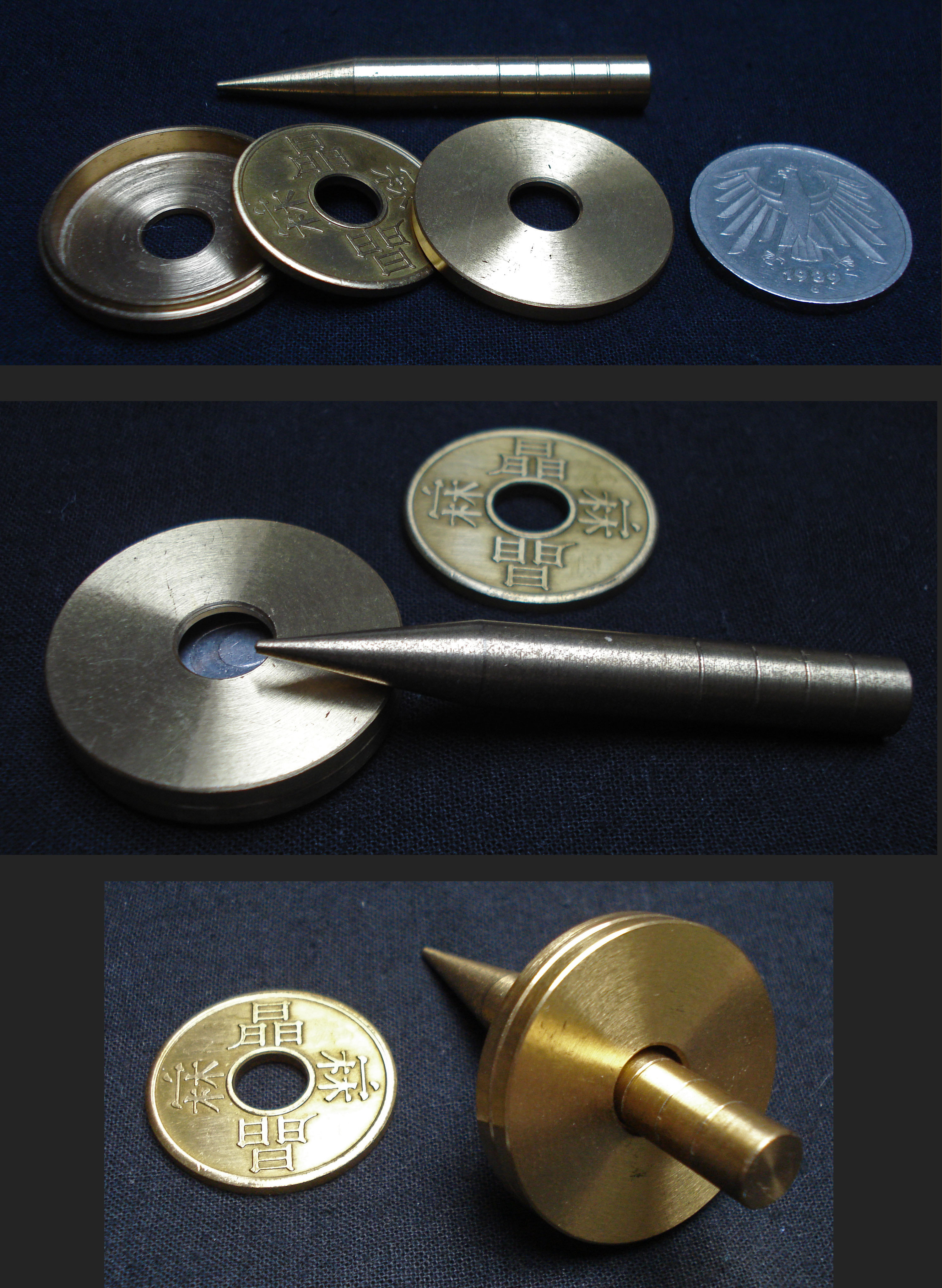
Beispiel für Mikromagie: Durchdringung einer originalen Münze mit einem massiven Metalldorn. Verblüffend: Alle Requisiten können vom Zuschauer vor dem Kunststück und danach untersucht werden.

Kunststücke, die wegen kleinerer Requisiten nur aus kurzer Distanz verfolgt werden können und häufig am Tisch (stehend oder sitzend) vorgeführt werden, werden intern meistens als „Close Up“ bezeichnet. Der besondere Reiz für die Zuschauer besteht in der Nähe, die scheinbar das „Schummeln“ erschwert. Typische Close-Up-Requisiten sind Spielkarten, Münzen, Geldscheine, Würfel, Gummiringe, Schaumstoffbälle, Stifte, Taschentücher und ähnliche Alltagsgegenstände sowie kleinere Spezialutensilien.
Aus den USA kommend hat sich in den letzten Jahren auch in Deutschland das sogenannte „Table Hopping“ etabliert, bei dem der Zauberkünstler auf Veranstaltungen von Tisch zu Tisch geht und so sein Publikum individuell und schrittweise verzaubert.
Bekannte Zauberkünstler auf diesem Gebiet sind Dai Vernon, Tony Slydini, Juan Tamariz, Ricky Jay und Michael Ammar.

### Kartenkunst
Kunststücke mit Spielkarten sind sowohl auf der Bühne als auch am Tisch möglich und so zahlreich, dass die Zauberkünstler die Kartenkunst als eigene Sparte betrachten.

### Bühnenmagie / Salonmagie
Kunststücke, die etwa von der Größe der Requisiten her für ein größeres Publikum geeignet sind und nicht mehr am Tisch vorgeführt werden, werden der Bühnenmagie zugerechnet. Beispiele sind Tricks mit Tüchern, Seilen, Federblumen, Metallringen, kleineren Gerätschaften u. ä.
Ihre Blütezeit erlebte sie auf den Varietébühnen von Ende des 19. Jahrhunderts bis in die 1970er-Jahre hinein. Auch nach dem Niedergang der Varietés und der Verbreitung von Großillusionen konnte sich diese klassische Form der Bühnenmagie bei kleineren Veranstaltungen und privaten Festlichkeiten erhalten.
Die Bühnenmagie wurde im 19. Jahrhundert durch den Franzosen Jean Eugène Robert-Houdin und den Briten John Henry Anderson bekannt. Da sie früher vor allem in den Salons der höheren Gesellschaft vorgeführt wurde, wird sie gelegentlich noch heute Salonmagie genannt.

### Manipulationen
Manipulateure im engen Sinne sind Bühnenkünstler, die sich in erster Linie auf das Geschick ihrer Hände verlassen. Sie zaubern daher überwiegend mit handlichen Gegenständen, typischerweise zu Musikbegleitung. Dieses Genre wurde durch Wiljalba Frikell bereits im 19. Jahrhundert entwickelt.
In der englischsprachigen Welt werden Vorführungen, die vor allem auf Fingerfertigkeit beruhen manchmal als eigene Sparte der Unterhaltungskunst angesehen und als Sleight of hand oder auch mit dem lateinischen Begriff Prestidigitation oder dem französischen Legerdemain bezeichnet. Überschneidungen bestehen unter anderem zur Taschenspielerei, Close-up magic und Kartenzauberei.
Bekannte Künstler, die sich der Manipulation und Fingerfertigkeit bedienen, sind Dan and Dave, Ricky Jay, David Copperfield, Yann Frisch, Dai Vernon und Tony Slydini.

### Großillusionen

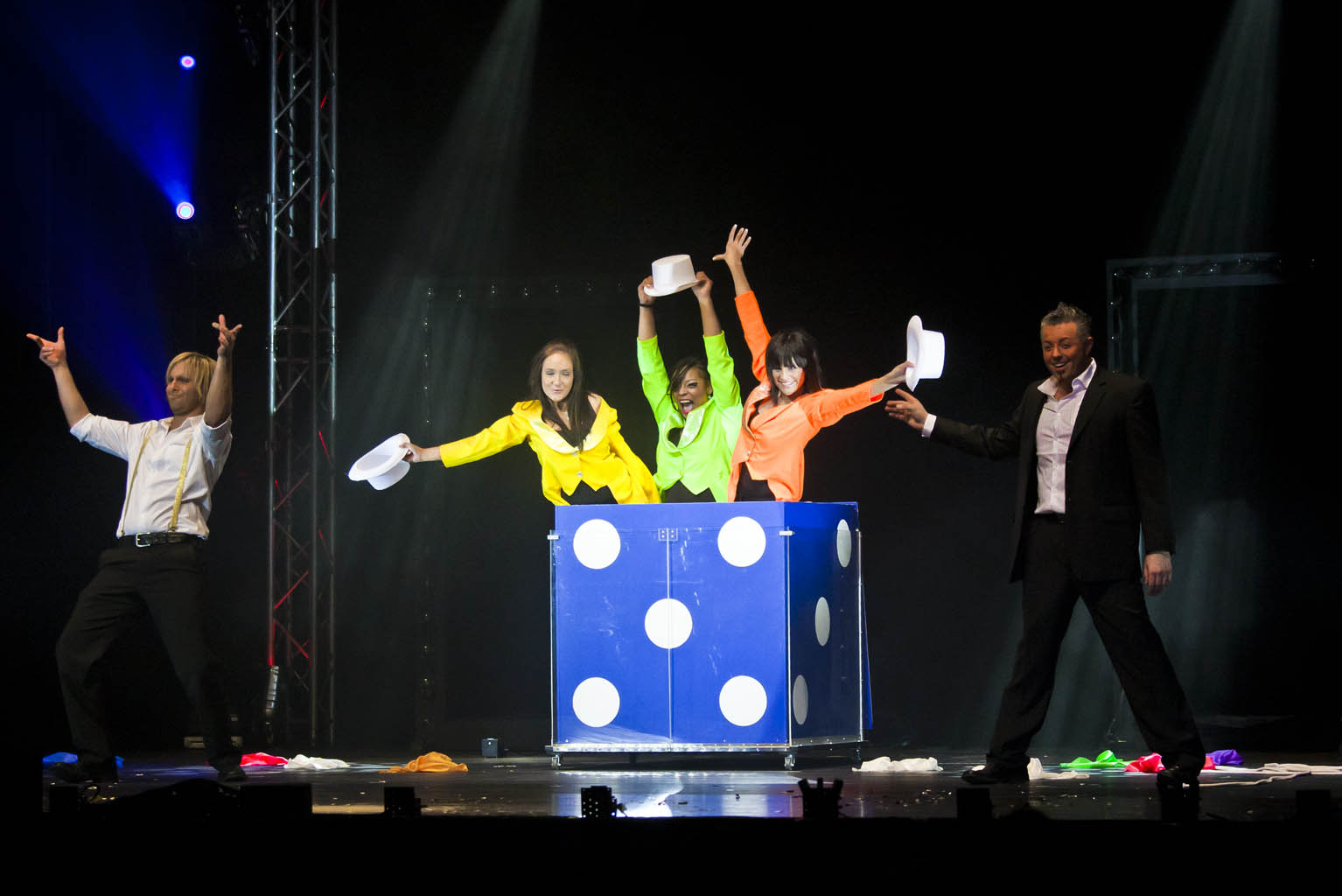
Großillusion mit Marc & Alex und Team

„Großillusionisten“ im engen Sinne sind nach dem Sprachgebrauch der Zauberkünstler solche, die mit großen Trickapparaturen arbeiten, sog. „Großillusionen“. Entsprechende Darbietungen nutzen häufig die Möglichkeiten professioneller Bühnen, wie zum Beispiel besondere Beleuchtung und Bühnenhintergründe usw. aus. Mit diesen aufwendigen Kunststücken begann Ende des 19. Jahrhunderts der Brite John Nevil Maskelyne in seinem Londoner Zaubertheater, der u. a. als Erster einen Menschen durch einen Reifen schweben ließ.
Bekannte moderne Künstler auf diesem Gebiet sind Siegfried und Roy, David Copperfield, Florian Zimmer, Criss Angel, Marc & Alex, Peter Marvey, Hans Klok und die Ehrlich Brothers.

### Mentalmagie
Unter Mentalmagie versteht man die Imitation angeblich parapsychologischer Phänomene durch Tricks, etwa scheinbares Gedankenlesen, die scheinbare Vorhersage von Ereignissen oder Spukeffekte zu Unterhaltungszwecken. Sie entstammt dem Erbe falscher Spiritisten und trickreicher Scharlatane. Da Mentalisten aus dramaturgischen Zwecken oft nicht betonen, dass sie Zauberkünstler sind und sehr raffinierte Tricks anwenden, können Zuschauer nicht ohne Weiteres beurteilen, ob das Gesehene ernst zu nehmen ist oder nicht.
Wenn Mentalmagie zu okkulten Zwecken missbraucht wird oder übernatürliche Fähigkeiten vorgegeben werden, versuchen manche Magier dies zu entlarven, da sie ihre Kunst nicht für solche Zwecke missbraucht sehen wollen. Bekannte Zauberkünstler, die sich dem Entlarven von Spiritisten verschrieben haben, waren Harry Houdini, Joseph Dunninger, Werner Geissler und James Randi.

### Comedy-Zauberei
Manche Zauberkünstler setzen bei ihren Shows auf Humor. Bei der Comedy-Zauberei bildet dies den Schwerpunkt, wobei die Zaubereffekte meist zur Nebensache werden. Oft werden klassische Zauberkunststücke parodiert, Tricks gehen schief oder sie gehen nur scheinbar schief, gelingen dann aber doch usw. Teilweise werden auch normale Kunststücke gezeigt, die aber durch die Art und Weise der Präsentation (z. B. einen humoristischen Vortrag oder die Kombination mit Slapstick) humorvoll präsentiert werden. Bedeutende Vertreter dieser Sparte sind beispielsweise Paul Daniels, Ali Bongo, The great Tomsoni (Johnny Thompson), Tommy Cooper, Mac Ronay, Penn & Teller, Scott & Muriel, Mac King, Yevgeniy Voronin, The great Kaplan, Roy Gardner & James sowie Fred Bolz.

### Kinder-Zauberei
Ebenfalls eine besondere Präsentationsform ist das Zaubern vor und vor allem mit Kindern. Kindern ist meist klar, dass der Zauberkünstler nicht tatsächlich zaubern kann. Neben geeigneten Zaubertricks mit kindgerechten Requisiten sind hier Zauberkünstler gefragt, die ein gutes Einfühlungsvermögen für Kinder und ihre Vorstellungswelten haben und mit den temperamentvollen Reaktionen der jungen Zuschauer umgehen können.

### Randgebiete
Ebenfalls zur Zauberkunst zählen Sensationsdarsteller und Kuriositätenkünstler wie Entfesselungskünstler, Quick-Change-Künstler, trickreiche Zirkus-Attraktionen, Falschspieler-Demonstrationen, Bizarristen, Bühnentaschendiebstahl sowie Bauchreden.

### Sprechzauberei vs. Zauberei mit Musikuntermalung
Mit das wichtigste Instrument eines Zauberkünstlers ist sein Vortrag, der die Phantasie der Zuschauer anregt und sie von seinen Geheimnissen ablenkt. Nachdem der Zauberkünstler Theodore Bamberg infolge eines Unfalls stumm wurde, erklärte er sein sprachliches Unvermögen, indem er die Rolle eines Japaners Okito annahm und um die Jahrhundertwende als Erster zu Musikbegleitung zauberte. Hieraus entwickelte sich ein eigenes Genre, dessen Ästhetik und Kommunikation besonderen Gesetzen folgen.
Einige Sparten der Zauberkunst können sowohl sprechend als auch mit Musikuntermalung gezeigt werden und die Präferenz einzelner Zauberkünstler hängt vor allem von den technischen Möglichkeiten und ihrem rhetorischen Geschick ab. Jedoch gibt es durchaus bestimmte Zusammenhänge zwischen den einzelnen Sparten und der Art und Weise ihrer Präsentation. So werden Großillusionen meist mit Musikuntermalung präsentiert, während Vertreter der Mikromagie, Mentalmagie, Comedy-Zauberei und Kinderzauberei fast ausschließlich als Sprechzauberer tätig sind. Die Bühnenmagie (Salonmagie), jenseits der Großillusionen, arbeitet sowohl sprechend wie auch zu Musikuntermalung.
Einige Zauberkünstler setzen sowohl Musik als auch Sprache ein, es gibt aber auch Zauberkünstler, die ausschließlich zu Musik oder ausschließlich als Sprechzauberer arbeiten. Die Arbeit als Sprechzauberer hat den Nachteil, dass man seine Auftrittsmöglichkeiten auf die Länder einschränkt, in denen diese Sprache gesprochen wird. Es gibt jedoch auch Zauberkünstler, die mehrsprachig arbeiten, z. B. der Österreicher Paul Potassy. Einer der erfolgreichsten Sprechzauberer, der fast 20 Jahre lang seine eigene Fernsehreihe im britischen Fernsehen hatte, ist Paul Daniels.

## Typen von Effekten
Die Zauberkunst basiert auf ungefähr einem Dutzend von Effekt-Prinzipien, die auf verschiedenste Gegenstände unterschiedlicher Größe und teilweise auch auf Menschen oder Tiere angewendet werden. Häufig werden auch unterschiedliche Effekte kombiniert. Die entsprechenden Typen von Effekten sind: Erscheinen, Verschwinden, Verwandeln, Platzwechsel & Platztausch, Durchdringung, Zerstören & Wiederherstellen, Schweben & Fliegen, Entfesselung, Verbiegen fester Gegenstände, Bewegen von Gegenständen ohne Berührung, Vorhersagen und „Gedankenlesen“.

## Bedeutende Zauberkünstler
im 19. Jahrhundert
- John Henry Anderson
- Bellachini
- Conradi-Horster, bürgerlich Friedrich Wilhelm Conrad Horster
- Gebrüder Davenport
- David Devant
- Ludwig Döbler
- Alexander Heimbürger
- Alexander Herrmann
- Johann Nepomuk Hofzinser
- Harry Kellar
- John Nevil Maskelyne
- Jean Eugène Robert-Houdin
- Howard Thurston

im 20. Jahrhundert
- Alexander Adrion
- Michael Ammar
- Theodore Annemann
- Theo Bamberg (Okito)
- Harry Blackstone
- Ali Bongo
- Lance Burton
- David Copperfield
- Mr. Cox
- Paul Daniels
- Dante, bürgerlich Harry August Jansen
- Dinardi, bürgerlich Alfred Körber
- Joseph Dunninger
- Fantasio, bürgerlich Ricardo Roucau
- Werner Geissler (Künstlername: Werry)
- Robert Harbin
- Doug Henning
- Harry Houdini
- Ricky Jay
- Kalanag, bürgerlich Helmut Ewald Schreiber
- Fred Kaps
- Hans Klok
- Fredo Marvelli
- Marvelli jr.
- Max Maven
- Martin Michalski
- Hans Moretti
- Penn & Teller
- Paul Potassy
- Punx, bürgerlich Ludwig Hanemann
- Richard Ross
- P. T. Selbit
- Siegfried und Roy
- Tony Slydini
- Chung Ling Soo, bürgerlich William Ellsworth Robinson
- Juan Tamariz
- Harlan Tarbell
- Topas
- Dai Vernon
- Lee Pee Ville, bürgerlich Leif Hansen
- Mark Wilson
- Wittus Witt
- Jochen Zmeck

im 21. Jahrhundert
- Ken Bardowicks
- Criss Angel
- Ehrlich Brothers
- Peter Marvey
- Marc Weide
- Markus Zink

## Zauberkünstlervereinigungen
Die im Dachverband Fédération Internationale des Sociétés Magiques (FISM) zusammengeschlossenen 83 Zauberkünstlerorganisationen aus knapp 50 Ländern finden sich in der Liste der FISM-Mitglieder.
Für Deutschland besteht der Magische Zirkel von Deutschland. International bekannt ist auch die Academy of Magical Arts aus den Vereinigten Staaten, die in Hollywood ihr Clubhaus The Magic Castle betreibt, das auch als Kulisse für diverse Film- und Fernsehproduktionen diente. So diente es in der von 1973 bis 1974 ausgestrahlten Fernsehserie Der Magier als Wohnhaus des Protagonisten und 1976 wurde es in der Episode Columbo: Wenn der Schein trügt der Fernsehreihe Columbo ebenfalls als Kulisse genutzt.

## Meisterschaften
In Deutschland finden alle drei Jahre, veranstaltet durch den Magischen Zirkel von Deutschland, Deutsche Meisterschaften der Zauberkunst statt. Neben den Preisträgern in einzelnen Sparten wird seit 2008 auch der Titel Deutscher Meister der Zauberkunst vergeben. Jeweils im Folgejahr führt die internationale Dachorganisation Fédération Internationale des Sociétés Magiques mit den World Championships of Magic die Weltmeisterschaft durch. Auch dort wird neben den Spartensiegern mit dem Grand-Prix-Gewinner ein Gesamtweltmeister gekürt.

## Zauberkästen
Ein Zauberkasten ist eine Sammlung verschiedener Tricks, die die notwendigen Utensilien und Erklärungen gemeinsam anbietet und meist eine größere Anzahl verschiedener Tricks ermöglicht. Während Zauberkästen heute häufig auf Kinder abzielen und diese an die Zauberkunst heranführen, können die Effekte durchaus auch Erwachsene begeistern und historisch gab es auch Zauberkästen, die sich an Erwachsene richteten. Es gibt heute Sammler, die historische Zauberkästen sammeln und teilweise auch ausstellen.

## Zauberfachhandel
Mit der Veröffentlichung von Zauberkunststücken hat sich im Laufe der Zeit dazu ein spezieller Fachhandel entwickelt, der Zauberkunststücke vertreibt und teilweise auch entwickelt und produziert. Neben einzelnen Zauberkunststücken (Erklärung und eventuell notwendige Utensilien) werden dort häufig auch Fachbücher vertrieben, die über den normalen Buchhandel nicht erhältlich sind. Neben den Zauberfachgeschäften, die vorgefertigte Kunststücke meist der Mikro- und der kleineren Bühnenzauberei anbieten, gibt es auch Handwerksbetriebe, die sich auf die Fertigung professioneller (Groß-)Illusionen für entsprechende Zauberkünstler spezialisiert haben und in enger Abstimmung mit ihren Kunden Gerätschaften als Einzelstücke genau nach deren Vorstellungen bauen.
Zu den ersten Fachgeschäften, das sich bereits seit 1881 der Herstellung von Zauberzubehör und -geräten widmet und auch Unterricht für Kinder und Erwachsene anbietet, gehört das Haus El Rei de la Magia in Barcelona.
In Deutschland war es Ernst Basch, der bereits 1867 einen illustrierten Katalog herausbrachte, in dem mehrere Zauberkunststücke angeboten wurden. Weitere bekannte deutsche Fachhändler waren János Bartl in Hamburg, die Zauber-Zentrale von Conradi-Horster in der Berliner Friedrichstraße und Werner Geissler in Düren. Das älteste und bekannteste Fachgeschäft Großbritanniens war Davenports Magic in London, das von 1898 bis ca. 2020 bestand. 
Aktuell gibt es in Deutschland noch einige Zauberfachhändler, darunter die Traditionsgeschäfte Zauberkönig in Berlin-Neukölln, Zauber Kellerhof in Bonn, Stolina Magie in Oelde und Tesmar Zauberartikel in Chemnitz. Der älteste Zauberfachhändler in den USA ist Tannen’s Magic Shop in New York City, der seit 1925 betrieben wird.

## Zauberkunst in Film und Fernsehen
Zauberkünstler treten immer wieder in Fernsehshows als einzelner Showact auf und gerade in Varieté-Fernsehshows waren sie immer wieder zu sehen, so zum Beispiel in den Reihen The Good Old Days (Großbritannien 1953–1983), Varieté-Zauber (Deutschland 1967–1970), Varieté, Varieté (Deutschland 1974–1983) und Le Plus Grand Cabaret Du Monde (Frankreich 1998–2019).
Daneben gibt es auch einzelne Sendungen und Sendereihen, die sich ausschließlich der Zauberkunst widmen, so zum Beispiel in den USA die 5-teilige Reihe The World’s Greatest Magic (1994–1998), die 21 Fernsehspecials von David Copperfield zwischen 1977 und 2001 und die Fernsehreihe The Magic Land of Allakazam von Mark Wilson, von der zwischen 1960 und 1964 insgesamt 98 Episoden ausgestrahlt wurden. In Großbritannien lief 1970 und 1971 die 39-teilige Reihe David Nixon’s Magic Box mit großem Erfolg. Ein weiterer großer Erfolg in Großbritannien war die Paul Daniels Magic Show von und mit Paul Daniels, von der fast zwanzig Jahre lang, von 1977 bis 1994, bei der BBC insgesamt 120 Episoden und 20 Specials gesendet wurden und die auch international vermarktet wurde und in weiteren Ländern erfolgreich war. In Deutschland produzierte das ZDF im Jahr 1977 die 7-teilige Fernsehreihe Zauber der Magie, in der Zauberkünstler verschiedener Sparten ihr Können zeigten.
Daneben gibt es auch immer wieder Dokumentationen über bekannte Zauberkünstler und Filmbiographien wie Houdini, der König des Varieté aus dem Jahr 1953 mit Tony Curtis als Harry Houdini und Janet Leigh als seine Ehefrau Bess Houdini. Auch fiktionale Formate thematisieren gerne die Welt der Zauberkunst, so zum Beispiel die Fernsehserie Der Magier, in der Bill Bixby in 21 Episoden von 1973 bis 1974 einen fiktiven Zauberkünstler spielt und die Episoden Columbo: Wenn der Schein trügt (1976) und Columbo: Tödliche Tricks (1989) aus der Fernsehreihe Columbo.